# GR 11 (Spanien)
Der GR 11 (spanisch Gran Recorrido 11), auch bekannt als Ruta Transpirenaica oder La Senda Pirenaica, ist Teil des GR-Fernwanderwegenetzes. 
Er führt von der Atlantik-Küste durch die spanischen und andorranischen Pyrenäen ans Mittelmeer.
Bei der Gehrichtung West-Ost, beginnt der Weg am Cabo Higuer, durchquert das Baskenland, Navarra, Aragonien, Andorra und Katalonien und endet am Cap de Creus. Der GR 11 ist ca. 820 km lang und überwindet Höhenunterschiede von etwa 46.000 m. Durchschnittliche Wanderer absolvieren den Weg in etwa 6 bis 8 Wochen, sehr schnelle Wanderer können den Weg aber auch in kürzerer Zeit (etwa 3 bis 4 Wochen) bewältigen. Der Schweizer Abenteurer Mario Hipleh lief die Strecke im Sommer 2021 in 16 Tagen, 6 Stunden, 59 Minuten, 15 Sekunden und hält damit den Streckenrekord.
Der GR 10 ist eine ähnliche Route und verläuft auf der französischen Seite der Pyrenäen. Die HRP (Haute randonnée pyrénéenne) dagegen folgt dem Hauptkamm der Pyrenäen, vermeidet Abstiege und überquert häufig die französisch-spanische Grenze.

## Wegverlauf und Etappeneinteilung
Die Route wird je nach Quelle in 44 bis 45 Etappen aufgeteilt und umfasst auch mehrere Varianten. Am Ende jeder Etappe befindet sich normalerweise ein strategisch günstiger Ort (Campingplatz, Stadt, Hostel oder Hütte). Allerdings muss  meist Verpflegung für mindestens 3 bis 4 Tage mitgeführt werden. Da viele Flüsse quer zum GR 11 verlaufen, passiert der Weg sehr viele Täler. Dies führt zu sehr großen Höhenunterschieden auf dem Weg. Der GR 11 kann sowohl in westlicher als auch in östlicher Richtung begangen werden.